# Post-Impressionismus

Vincent van Gogh, Weizenfeld mit Zypressen, 1889

Post-Impressionismus ist eine Sammelbezeichnung für verschiedene Stile der Malerei, die zwischen 1880 und 1905 auf den Impressionismus folgten. Anstelle des Post-Impressionismus sind auch die Benennungen Nach- bzw. Spätimpressionismus gebräuchlich. Schwerpunkt der Entwicklung war Frankreich. Der Post-Impressionismus wurde innerhalb Frankreichs vom Fauvismus abgelöst.
Zum Post-Impressionismus werden im Allgemeinen die Richtungen Pointillismus (auch als Divisionismus bzw. Neoimpressionismus bezeichnet), Cloisonismus, Synthetismus, die Künstlergruppe der Nabis, die Schule von Pont-Aven, sowie die Werke van Goghs, Gauguins, Toulouse-Lautrecs und Cézannes gezählt.

## Begriff
Der Begriff geht zurück auf den englischen Maler und Kunstkritiker Roger Fry, der ihn 1910 anlässlich der von ihm organisierten Ausstellung Manet and the Post-Impressionists in den Grafton Galleries, London, verwendet hatte. Dort wurden unter anderem Gemälde von Paul Cézanne, Paul Gauguin und Vincent van Gogh gezeigt. Die Abgrenzung zum Impressionismus ist allerdings unscharf. Insbesondere Cézanne wird gelegentlich der einen oder der anderen Kategorie zugeordnet.

## Charakterisierung
Durch die Impressionisten war in den 1870er Jahren eine deutlich veränderte Auffassung von Kunst sichtbar geworden, ein erster Schritt auf dem Weg zur Kunst der Moderne. Die Spätimpressionisten verfolgten diesen Weg weiter, entwickelten aber zur Spontaneität und Virtuosität ihrer Vorgänger neue Ordnungsvorstellungen. Die Tendenz war, das Bild immer deutlicher als eine selbstständige Kunstform aufzufassen. Es sollte zu einem Gegenstand reiner Darbietung von Farbe und Form werden, die auf den ästhetischen Genuss und die Übermittlung subjektiver Empfindungen des Künstlers zielte. Der Betrachter wird so dazu aufgefordert, die sinnliche Erfahrung von Farben und Linien höher zu bewerten als den natürlichen Anschein der Dinge, dem immer weniger Bedeutung beigemessen wurde.

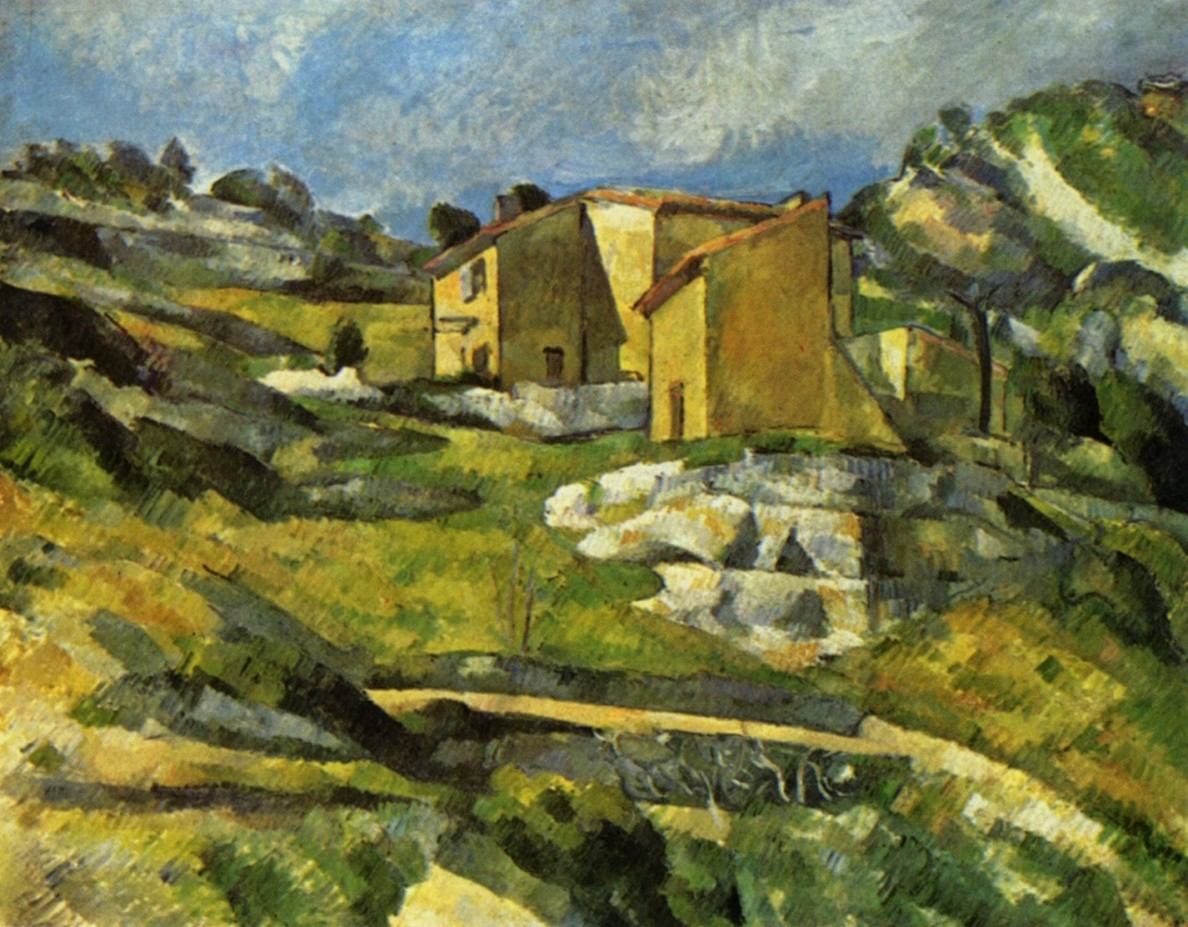
Paul Cézanne, Haus in der Provence, 1882/85
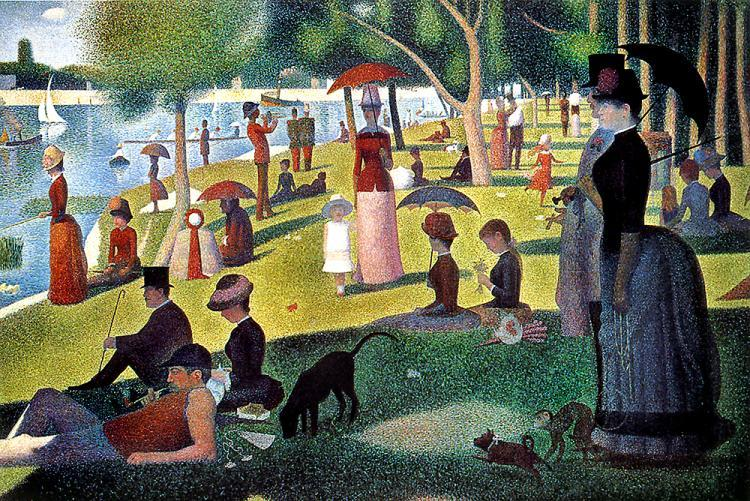
Georges Seurat, Ein Sonntagnachmittag auf der Insel La Grande Jatte, 1884
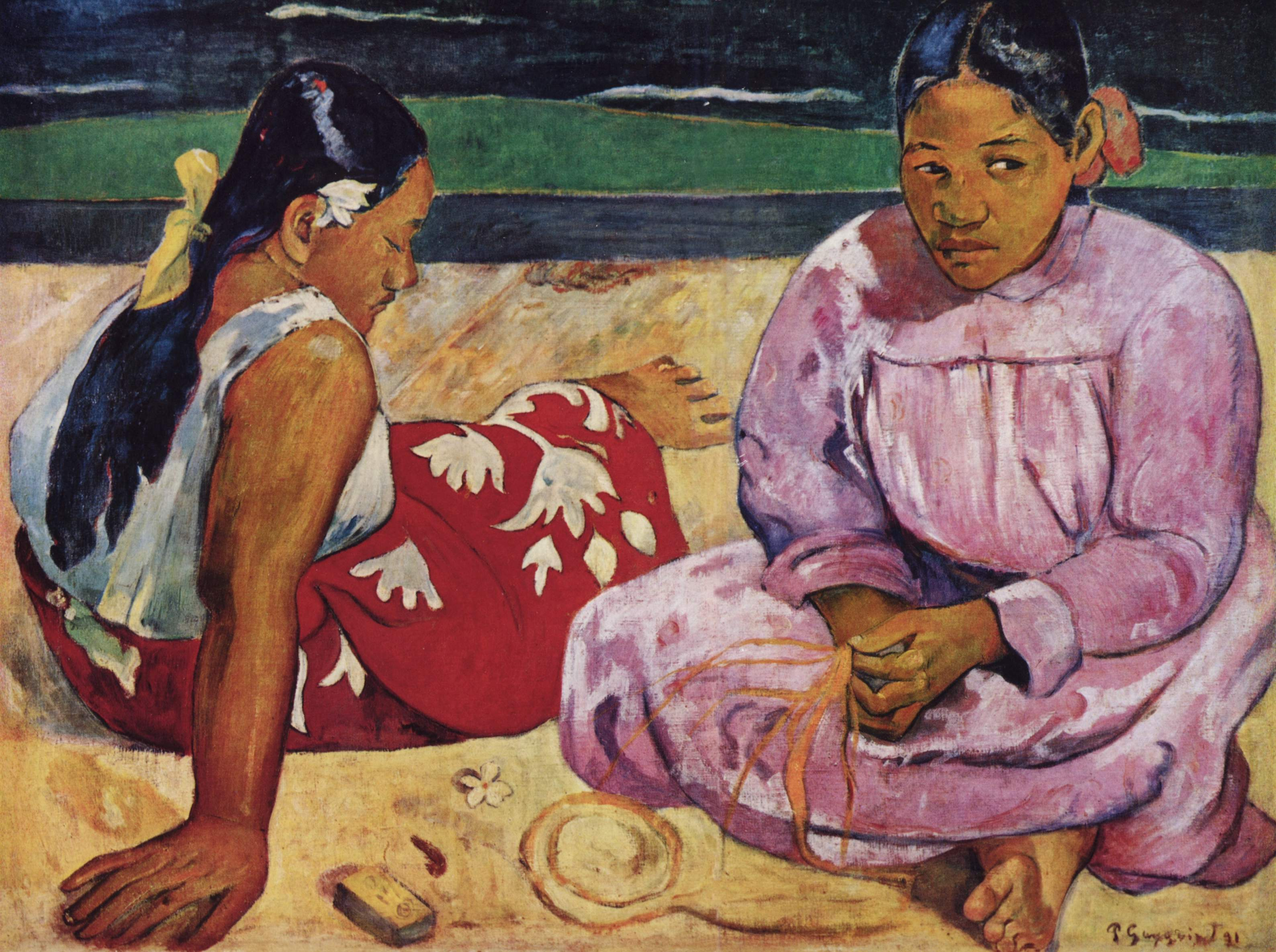
Paul Gauguin, Frauen auf Tahiti, 1891
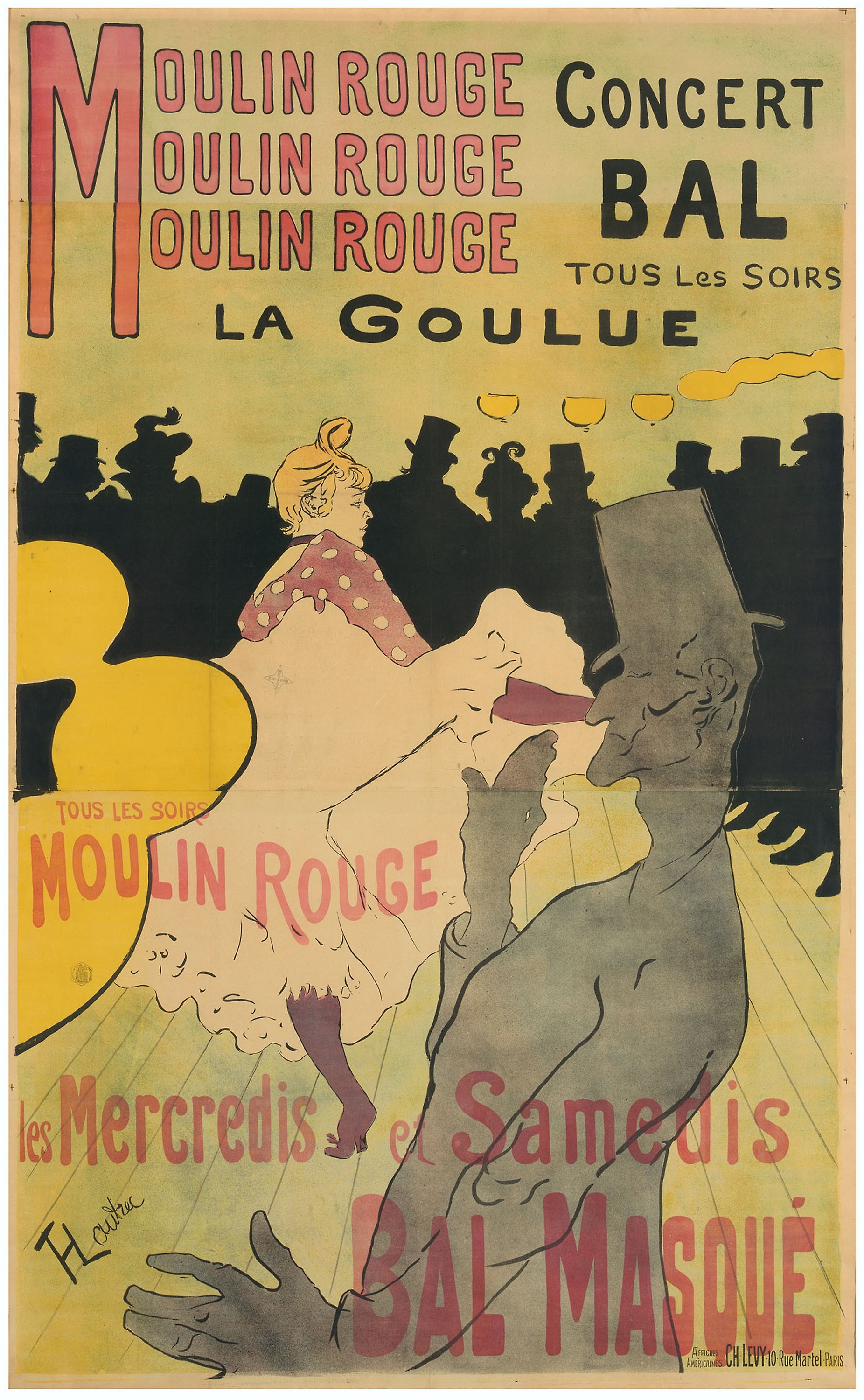
Henri de Toulouse-Lautrec, Moulin Rouge – La Goulue, 1891
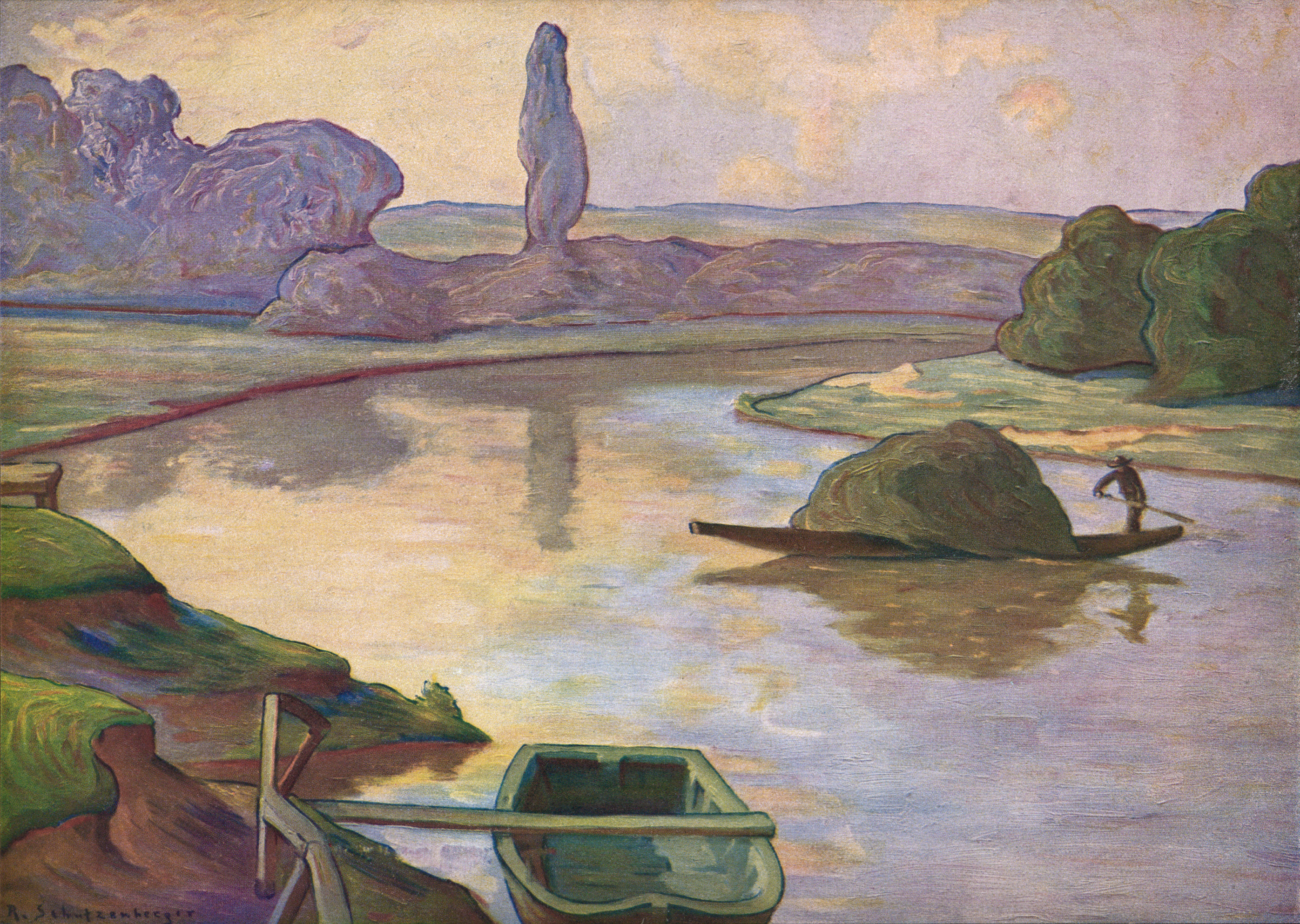
René Schützenberger, Inseln am Rhein bei Straßburg, 1916

## Bedeutende Vertreter
- Cézanne verwandelte seine Motive in ein System von großer Klarheit und Festigkeit. Seine analytisch wirkende Malerei untersucht die Volumen der Gegenstände und führt besonders bei Landschaftsbildern zu geradezu kristallinen Strukturen, sodass es möglich ist, darin eine Vorstufe des Kubismus zu sehen.

- Gauguin entwickelte einen neuen, dekorativen Stil durch einen flächigen Gebrauch der Farben und vereinfachten Formen, den er selbst als Synthetismus bezeichnete, da er aus der Verbindung verschiedener Quellen hervortrat: der kirchlichen Glasmalerei, der naiven Unmittelbarkeit der Volkskunst und dem japanischen Farbholzschnitt, der seit etwa 1850 in größeren Stückzahlen nach Europa gelangt war und schon die Impressionisten beeinflusst hatte. In anderer Bedeutung sollte das Wort den Versuch beschreiben, die äußere Erscheinung der Dinge, die Empfindungen des Künstlers zu ihnen und ästhetische Gesichtspunkte in einer Synthese zusammenzufassen.

- Auch Toulouse-Lautrec war von der japanischen Druckgraphik beeinflusst. Der deutlichste Beleg dafür sind seine Farblithographien – Plakatentwürfe für die Vergnügungsstätten des Pariser Montmartre, die um 1890 zu einer frühen Blüte der Plakatkunst wesentlich beitrugen.

- Van Gogh malte in wenigen Jahren zwischen 1886 und 1890 eine Reihe von leidenschaftlich expressiven Bildern. In der Farbe sah er eine besondere Sprache, die unmittelbar auf die menschliche Seele einwirken könne. Sein Stil nahm Merkmale des Expressionismus vorweg.

- Seurat stützte sich ebenfalls auf die Ausdruckskraft der Farbe, allerdings ohne den Überschwang van Goghs. Vielmehr schuf er auf der Grundlage wissenschaftlicher Theorien eine Maltechnik, bei der sich durch optische Mischung eine besonders intensive Wirkung ergeben sollte, wenn das ganze Bild in mosaikartig aneinandergereihte kleine Farbpunkte zerlegt wurde (Pointillismus oder Divisionismus).

## Auswirkungen
Von unterschiedlichen Standpunkten aus haben die Post-Impressionisten die Kunst der Moderne vorbereitet. Ihre Gemeinsamkeit lag darin, dass sie den entscheidenden Wandel von der Nachahmung der Natur zur autonomen Existenz des Bildes weiter voranbrachten.

## Maler des Post-Impressionismus
- Camille Pissarro (1830–1903) in den Jahren von 1885 bis 1890
- Paul Cézanne (1839–1906)
- Henri Rousseau (1844–1910)
- Paul Gauguin (1848–1903)
- Vincent van Gogh (1853–1890)
- Henri Edmond Cross (1856–1910)
- Georges Seurat (1859–1891)
- Paul Baum (1859–1932)
- René Schützenberger (1860–1916)
- Paul Signac (1863–1935)
- Henri de Toulouse-Lautrec (1864–1901)
- Paul Sérusier (1864–1927)
- Henri Lebasque (1865–1937)
- Olga Boznańska (1865–1940)
- Pierre Bonnard (1867–1947)
- Ker-Xavier Roussel (1867–1944)
- Giovanni Giacometti (1868–1933)
- Édouard Vuillard (1868–1940)
- Cuno Amiet (1868–1961)
- Fernand Piet (1869–1942)
- Maurice Denis (1870–1943)
- Georges Dufrénoy (1870–1943)
- Carl Schmitz-Pleis (1877–1943)
- Gabriele Münter (1877–1962)
- André Noufflard (1885–1969)
- Beatrice Zweig (1892–1971)
- Dietz Edzard  (1893–1963)
- Karl Walther (1905–1981)